# 星之卡比 多洛奇團登場！
《星之卡比 多洛奇團登場！》（中国大陆又译作）是一款由HAL研究所和Flagship工作室共同开发、任天堂发行的平台游戏，对应任天堂DS平台，2006年首发。该作为星之卡比系列游戏之一，亦是Flagship被母公司卡普空合併解散前最後一款遊戲。
這款遊戲中，玩家需要操控粉紅色的主角卡比，和魔術老鼠們組成大盜團夥“多洛奇團”進行對抗。

## 故事情節
在噗噗噗之國的某一天，主角卡比正準備享受他的下午茶點——草莓蛋糕。但就在卡比要開動的時候突然一道黑影閃過，草莓蛋糕就在卡比面前消失了！卡比直覺認為是帝帝帝大王把蛋糕偷走了，故此卡比走到帝帝帝大王的城堡奪回草莓蛋糕。兩人戰鬥後帝帝帝大王不但對草莓蛋糕被偷一事毫不知情，而且他珍藏的一個寶箱亦告失竊，原來是一群名為「多洛奇團」的盜賊團把寶箱偷走了，帝帝帝大王舉起卡比並把他當成球般擲向多洛奇團，結果所有團員以及他們所偷竊的寶箱都意外掉入一座峽谷內，而卡比則繼續追擊多洛奇團，從而擊敗他們並尋回失竊了的寶箱以及他心愛的草莓蛋糕……

## 玩法
主要玩法為：卡比透過“暴風吸入”而把敵人吞掉，在吞掉的過程中獲得敵人的能力，並且運用這些能力打敗更強的敵人。
本作新加能力&新改變能力
1. 火爆形態：把鏡之大迷宮中的“火焰”和“爆衝”結合的形態，可以噴射火線和變成火球攻擊。
2. 雷電球形態：原本電屬性攻擊只能向四週放射，本作對照火爆形態，加入橫向的電球攻擊。
3. 玻璃泡泡形態：原本水和冰在星之卡比系列中為一種屬性，本作正式冰水分家，水屬性能用泡泡包裹敵人使其癱瘓。
4. 冰企鵝形態：冰水分家，冰屬性也加入橫向的冰球攻擊。
5. 魔術師形態：改為直接攻擊型，能用撲克牌、鴿子和魔術師帽攻擊。

## 評價
游戏的Metacritic汇总得分为71/100，属“两极或中庸”评价。